# ビヨン・ヴィンブラッド

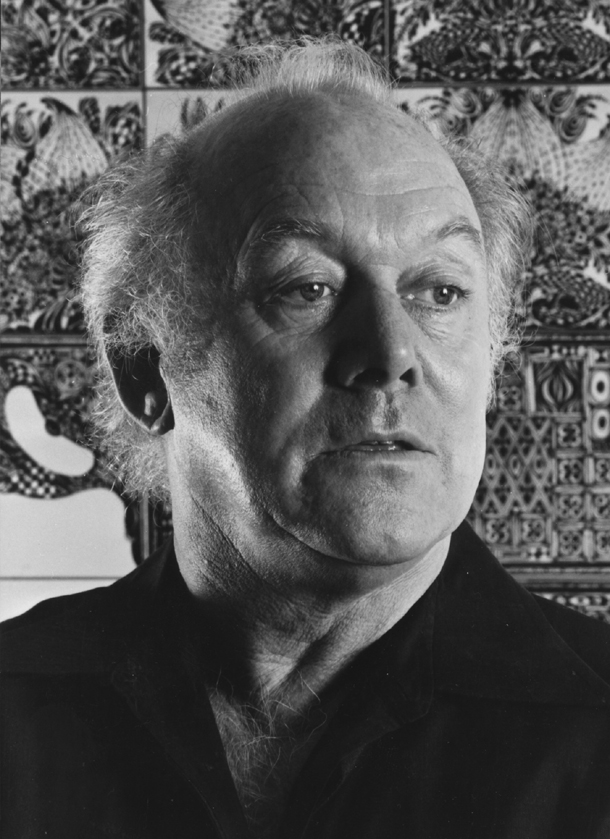
ビヨン・ヴィンブラッド

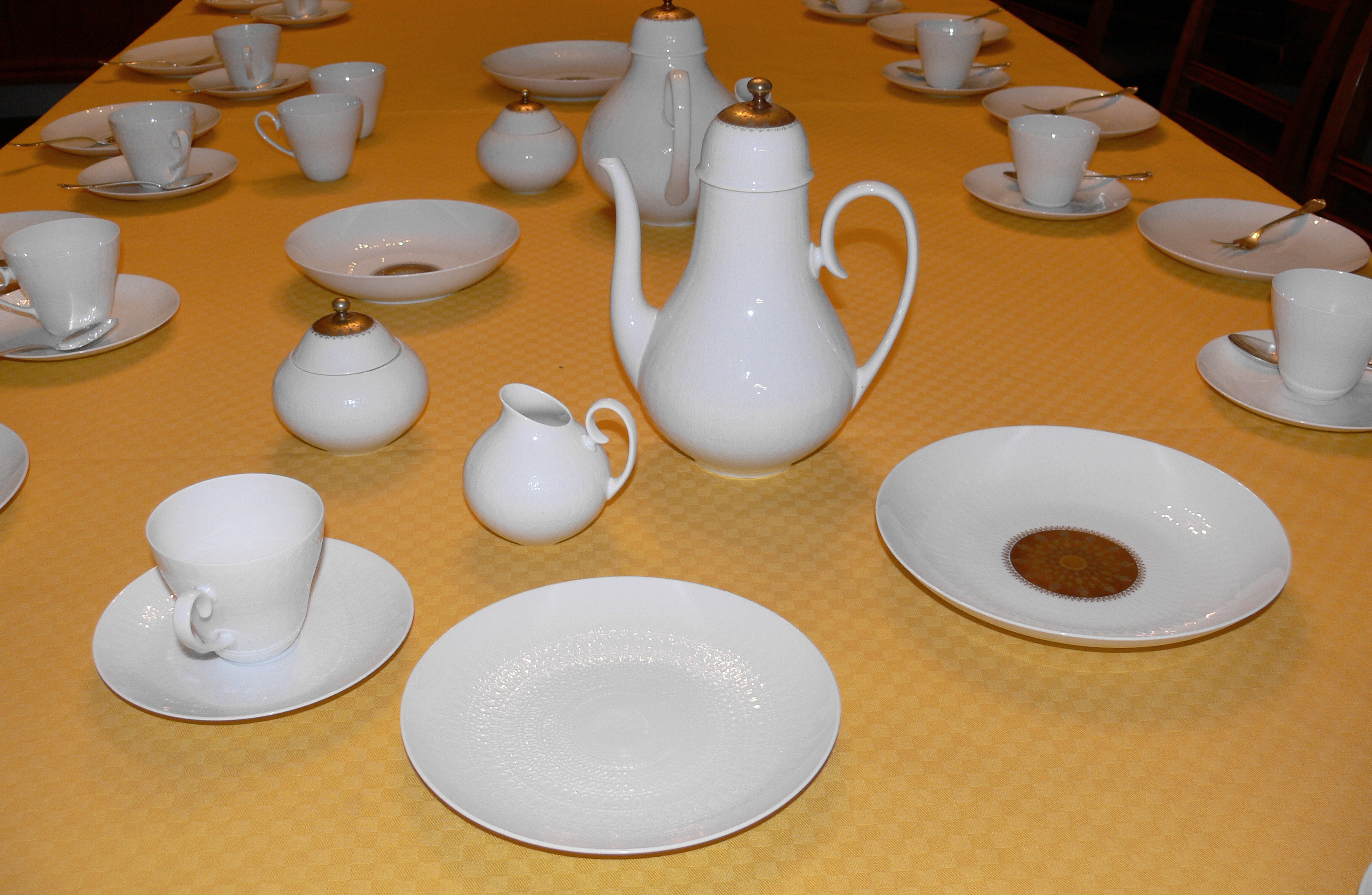
ヴィンブラッドのデザインした食器

ビヨン・ヴィンブラッドまたはビョルン・ヴィンブラッド（Bjorn Wiinblad, 1918年9月20日 - 2006年6月8日） は、デンマークの芸術家。コペンハーゲン出身。
東洋的なスタイル・詩的な作風で、観る人に元気と感動を投げかける作品作りを行うことで知られている。彼の友人のひとりは言う。「眠らずに起きている時間で計算すると. 彼は既に100歳を越えている。彼は人を驚かせたり喜ばせる為に時間等を気にしない。”美の中の喜び”を見いだして彼は元気になる。」。日本・ドイツ・オーストリア・カナダ・デンマーク・フランス・オランダ・スウェーデン・アメリカ等世界主要都市で展覧会を開いている。

## 経歴
- 1918年 コペンハーゲン生まれ。
- 1943年 ロイヤルアカデミーオブアートで学ぶ。その後ラーズ・サイベルグで陶器類を使用し、作品制作。
- 1946年 ニーモル・ファジャンスファブリックと提携し、ファンシー作品制作。
- 1952年 アトリエ設立。
- 1956年 ドイツ・ローゼンタール・ボーゼリング社で様々な美術品・陶器・銀製品・グラス等製作。
- 1974年 デンマークで名誉として与えられるマスター職人賞授与。
- 1984年 ニューヨークのマンオブザイヤー賞等数々の賞を受賞。
- 1997年 倉敷チボリ公園のプロジェクト参加。

## 主要作品
- パリのアメリカ大使館のポスター・コペンハーゲンチボリポスター・コペンハーゲンミュージックフェスティバルのポスター等
- ダラス・ワールド・トレード・センター（英語版）の大シェハーゼイドタペストリー
- イルマショッピングセンターのギフトラッピングペーパー等
- デンマーク装飾美術館・オセロの装飾アート博物館等での美術陶芸品
- 様々な劇場のバレエ・オペラ・劇のステージデザイン・衣装デザイン